# Château de la Horgne
Le château de la Horgne est une ferme-château situé à Montigny-lès-Metz, dans le département de la Moselle.

## Toponymie
Horgne signifiait grange en latin.

## Histoire
En octobre 1444 les seigneurs de Metz avaient fait brûler la Horgne, afin que les écorcheurs ne s'en emparent pas, Françoise née vers 1510, veuve de Guillaume Remyon vécu à la Horgne.
Ce château-ferme est une possession de l'abbaye Saint-Clément de Metz.
En septembre 1552 le Duc de Guise avait demandé à Claude de Gournay de quitter la Horgne. Celui-ci refusa, le Duc de Guise a fait piller la maison par ses soldats qui arrêtèrent le Sieur de Gournay.
En novembre 1552, Charles Quint assiège la ville de Metz. Souffrant de la goutte, il sera logé dans la tour de la Horgne à Montigny.
Il a été transformé en domaine agricole avant d'être abandonné dans les années 1960. 
Un projet de construction a provoqué une campagne de fouille organisée par le Service archéologie préventive de l'Eurométropole de Metz, sur 5 hectares. Cette dernière a révélé d'une part, un lavoir et un étang datés de la fin du XVe siècle et d'autre part, des structures militaires du siège sous la forme d'emplacement de tentes, d'une forge dans un bâtiment en dur et de multiples fosses abritant nombres d'objets de la vie quotidienne (ustensiles de cuisine, outils et vaisselles), quelques balles de mousquets et des pièces métalliques d'harnachement mais aussi les restes d'une trentaine d'équidés de grande taille.
Les vestiges conservés du château de la Horgne, ainsi que le sol correspondant à l'emprise de l'ancienne ferme fortifiée font l'objet d'une inscription au titre des monuments historiques depuis le 3 novembre 2020,.

## Description
L'édifice, en ruines, est une ancienne ferme-château.